# Salaheddine Aqqal
Salaheddine Aqqal est un footballeur international marocain né le 22 août 1984 à Khouribga évoluant au poste de milieu offensif.

## Biographie

### Club

#### Début à l'OCK
Né le 22 août 1984 à Khouribga. Il débute en 2003, sa carrière avec l'Olympique de Khouribga qui est son club formateur. Il y jouera jusqu'en 2005. Lors ce sa première saison son équipe se classe 5e en première division avec 48 points alors qu'en coupe du Trône, l'OCK est éliminé par les FAR de Rabat sur le score d'un but à zéro dans le stade des huitièmes de finale. Lors de saison suivante en championnat, l'Olympique de Khouribga termine 7e avec 36 points tandis que l'AS FAR qui est arrivée en tête en a 62 mais pour ce qui est de la coupe du Trône, l'équipe de Salaheddine Aqqal réussit à se hisser en quart de finale avant d'être battu par le Maghreb de Fès sur le score de 1-0. Il s'envole ensuite vers le club saoudien d'Al-Hazm Rass.

#### Passage en Arabie saoudite
Cette première saison en Arabie saoudite se déroule dans le championnat d'Arabie saoudite de football avec le club d'Al Hazm Rass qui vient d'être promu la saison dernière après avoir remporté le championnat de deuxième division. Al Hazm Rass réussit lors de cette saison à se maintenir en terminant 7e mais ne dépasse pas les huitièmes de finale lors de la coupe d'Arabie saoudite de football en se faisant battre par l'équipe d'Al Shabab Riyad sur le score de trois buts à deux.
Salaheddine Aqqal est ensuite transféré au club d'Al Ta'ee Ha'il, celui-ci a lors de la saison 2005-2006 réussi à éviter de peu la relégation en se classant 10e avec 18 points et s'est fait éliminer tout comme Al Hazm Rass dans les huitièmes de finale mais cette fois-ci par un club de troisième division appelé Hamada après un match se terminant par une défaite de quatre buts à trois. À noter que l'équipe de Hamada se fera éliminer le tour suivant par l'équipe d'Al Shabab Riyad, championne du championnat de la saison 2005-2006 d'Arabie saoudite. C'est dans ce contexte que Salaheddine Aqqal rejoint Al Ta'ee Ha'il après de multiples défaites de celui-ci. Mais finalement, la saison se termine plutôt bien, le club termine 7e avec 23 points soit une amélioration par rapport à la saison dernière.
Il rejoint après cette saison en 2007, le club d'Ettifaq FC qui lors de la saison dernière s'était classé tout juste devant Al Ta'ee Ha'il.

### Équipe nationale
Il réalise ses débuts en équipe du Maroc le 13 octobre 2012 contre le Mozambique, lors d'un match comptant pour les éliminatoires de la Coupe d'Afrique des nations 2013. Le Maroc sort vainqueur de ce match sur le score de 4-0.
| Caps | Date       | Match              | Lieu      | Score | Compétition    |
| 1    | 13/10/2012 | Maroc - Mozambique | Marrakech | 4 - 0 | Elim. CAN 2013 |
| ---- | ---------- | ------------------ | --------- | ----- | -------------- |

## Statistiques
| Saison    | Club           | Pays            | Championnat                    | Championnat | Championnat | Coupes nationales | Coupes nationales | Coupes continentales | Coupes continentales | Coupes continentales | Sélection Maroc | Sélection Maroc | Sélection Maroc |
| Saison    | Club           | Pays            | Division                       | Matchs      | Buts        | Matchs            | Buts              | Type                 | Matchs               | Buts                 |                 |                 |                 |
| --------- | -------------- | --------------- | ------------------------------ | ----------- | ----------- | ----------------- | ----------------- | -------------------- | -------------------- | -------------------- | --------------- | --------------- | --------------- |
| Saison    | Club           | Pays            | Division                       | Matchs      | Buts        | Matchs            | Buts              | Type                 | Matchs               | Buts                 | Matchs          | Buts            |                 |
| 2003-2004 | OC Khouribga   | Maroc           | GNF 1 2003-2004                | ?           | ?           | ?                 | ?                 | -                    | -                    | -                    | -               | -               |                 |
| 2004-2005 | OC Khouribga   | Maroc           | GNF 1 2004-2005                | ?           | ?           | ?                 | ?                 | -                    | -                    | -                    | -               | -               |                 |
| 2005-2006 | Al-Hazm Rass   | Arabie saoudite | Saudi Premier League 2005-2006 | -           | -           | -                 | -                 | -                    | -                    | -                    | -               | -               |                 |
| 2006-2007 | Al Ta'ee Ha'il | Arabie saoudite | Saudi Premier League 2006-2007 | -           | -           | -                 | -                 | -                    | -                    | -                    | -               | -               |                 |
| 2007-2008 | Ettifaq FC     | Arabie saoudite | Saudi Premier League 2007-2008 | -           | -           | -                 | -                 | -                    | -                    | -                    | -               | -               |                 |
| 2008-2009 | Ettifaq FC     | Arabie saoudite | Saudi Premier League 2008-2009 | -           | -           | -                 | -                 | -                    | 7                    | 0                    | -               | -               |                 |
| 2009-2010 | Al-Hazm Rass   | Arabie saoudite | Saudi Premier League 2009-2010 | -           | -           | -                 | -                 | -                    | -                    | -                    | -               | -               |                 |
| 2010-2011 | Al-Raed        | Arabie saoudite | Saudi Premier League 2010-2011 | 22          | 6           | -                 | -                 | -                    | -                    | -                    | -               | -               |                 |
| 2010-2011 | Al Taawon      | Arabie saoudite | Saudi Premier League 2010-2011 | -           | -           | -                 | -                 | -                    | -                    | -                    | -               | -               |                 |
| 2011-2012 | Al Taawon      | Arabie saoudite | Saudi Premier League 2011-2012 | 21          | 4           | 1                 | 0                 | -                    | -                    | -                    | -               | -               |                 |
| 2012-2013 | FAR de Rabat   | Maroc           | Botola Pro 2012-2013           | 17          | 10          | 5                 | 4                 | -                    | -                    | -                    | 1               | 0               |                 |

Dernière mise à jour le 2 janvier 2012

## Palmarès
FAR de Rabat
- Championnat du Maroc
  - Vice-champion en 2013
- Coupe du Trône
  - Finaliste en 2012

## Distinctions personnelles
- Meilleur buteur des Far de Rabat lors de la saison 2012-2013